# الحالمون (فلم)
الحالمون (ذا دريمرز)، هو فيلم درامي رومانسي (2003)، من إخراج برناردو برتولوتشي. استلهم كاتب السيناريو جيلبرت آدير سيناريو الفيلم من روايته الأبرياء المقدّسون. تضمّن إنتاج الفيلم الدولي المشترك شركات فرنسية وبريطانية وإيطالية. يروي الفيلم قصّة طالب جامعي أمريكي في باريس، يلتقي بشقيقين غريبين يشاركانه ولعه بالسينما، ثمّ ينخرطون في ثلاثية شهوانية. يستند الفيلم على خلفية أعمال الشغب الطلابية في باريس خلال عام 1968. يتضمّن الفيلم إشارات عديدة إلى الكثير من الأفلام السينمائية الهوليوودية الكلاسيكية وسينما الموجة الجديدة الفرنسية. يحتوي الفيلم على مقاطع من بعض الأفلام، إذ غالبًا ما يقلّدها الممثلون في مشاهد معيّنة.
يوجد إصداران لهذا الفيلم؛ إصدار كامل بتصنيف إن سي-17، وإصدار آر – ريستريكتد أقصر بنحو ثلاثة دقائق.

## حبكة الفيلم
يأتي طالب تبادل أمريكي يُدعى ماثيو إلى باريس لدراسة اللغة الفرنسية. يلتقي ماثيو بالتوأمين المتحررين ثيو وإيزابيل، وذلك في أثناء توجده في احتجاج على طرد هنري انجلوا في مكتبة الأفلام الفرنسية. يتقارب الثلاثة من بعضهم بسبب حبّهم المشترك للسينما.
يذهب ماثيو لتناول العشاء مع والدي التوأمين، ثمّ يدعو ثيو وإيزابيل ماثيو للبقاء في منزلهما خلال فترة سفر والديهما. يقبل ماثيو عرضهما ويعتبرهما أول أصدقاءه الفرنسيين.
يرتاب ماثيو من علاقة التوأمين، وذلك بعد أن رأى أنهما ينامان عراة سويّةً؛ سرعان ما يكتشف ماثيو أنّهما يتعاملان مع موضوع العري والجنس بحرّية مطلقة. يخسر ثيو في لعبة تحدّ تافهة، فتأمره إيزابيل بالاستمناء على ملصق لمارلينه ديتريش أمامهما. يخسر ماثيو في لعبة أخرى، فتغويه إيزابيل ليفقدها عذريتها. يصبح ماثيو وإيزابيل حينها عشّاقًا.
يبدأ ماثيو بتقبّل الحياة الجنسية لثيو وإيزابيل، وسرعان ما تصبح إقامته معهما شاعرية. يعيد الثلاثة تمثيل مشهد مشهور من فيلم بوند أبارت (عصبة الغرباء) «محطّمين الرقم القياسي العالمي للجري عبر متحف اللوفر». ينخرط ماثيو وثيو في جدال لعوب حول تشارلي شابلن وباستر كيتون وإريك كلابتون وجيمي هندريكس، بالإضافة إلى جدالهما حول موضوع الماوية التي يؤمن بها ثيو بشدّة.
يسعى ماثيو خلال هذا الوقت إلى خلق علاقة مع إيزابيل بعيدًا عن ثيو. يغادر ماثيو وإيزابيل المنزل ويذهبان في موعد غرامي تقليدي؛ الأمر الذي لم تجرّبه إيزابيل من قبل. ينتقم ثيو منهما من خلال دعوة صديقته إلى غرفته، ما يؤدي إلى شعور إيزابيل بالغضب. تنأى إيزابيل بنفسها بعيدًا عن ثيو وماثيو، لكنّها تجدهما مستلقيين بجانب بعضهما البعض على سرير ثيو بعد أن أنتهى جدال بينهما بطريقة شهوانية. تفاجئ إيزابيل الشابّين ببناء حصن بدائي، حيث ينامون بين أحضان بعضهم البعض.
وفي صباح أحد الأيام، يصل والدا ثيو وإيزابيل إلى المنزل ويعثران على الثلاثي عراة في السرير. يُصاب الوالدين بالدهشة، لكنّهما يدعانهم وشأنهم ويغادران المنزل تاركين شيكًا خلفهما. تستيقظ إيزابيل لترى الشيك بعد أن غادرا، فتدرك أن والديها قد شاهداهم. تعلّق إيزابيل بصمتٍ خرطومًا على منفذ الغاز في محاولةٍ للانتحار، وتعود للاستلقاء بجانب ثيو وماثيو. يستيقظ الثلاثة على صوت حجر يرتطم بالنافذة بعد لحظات قليلة، ليروا مئات من الطلاب في حالة شغب في الشوارع.
يشعر الثلاثة بسعادة غامرة وينطلقون للانضمام إلى المحتجّين. ينضمّ ثيو إلى مجموعة صغيرة من المحتجّين الذين يصنعون قنابل مولوتوف. يحاول ماثيو ردع ثيو من خلال تقبيله وإقناعه بعدم ممارسة العنف، لكنّ ثيو وإيزابيل يتجاهلانه تمامًا.
يمسك ثيو بيد إيزابيل ملقيًا قنبلة مولوتوف على صفّ من رجال الشرطة، بينما يسير ماثيو مبتعدًا في خضّم هذه الفوضى. بعد ذلك، يبدأ رجال الشرطة بمهاجمة الحشد.
تدور أحداث الفيلم لتوأمين متحررين يعشقون السينما ويلتقون في السينما ويصبحون أصدقاء لعشقهم للسينما

## روابط خارجية
- مقالات تستعمل روابط فنية بلا صلة مع ويكي بيانات